# Mornay (Ain)
Pour les articles homonymes, voir Mornay.
Mornay est une ancienne commune française du département de l'Ain. Le 1er mars 1973, la commune fusionne avec Volognat pour donner la commune de Nurieux-Volognat.

## Géographie

Mornay et Volognat qui forment aujourd'hui Nurieux-Volognat.

### Situation
Mornay se situe au centre-est du département de l'Ain dans le Haut-Bugey, dans le massif du Jura. Son territoire est vallonné par les Monts Berthiand. Il était délimité par les communes de Sonthonnax-la-Montagne, Napt, Izernore, Volognat, Béard-Géovreissiat, Brion et Leyssard.
La commune comprenait quatre agglomérations : Nurieux, Mornay, Vers et Crépiat. Elle est située à 35 kilomètres de Bourg-en-Bresse, 7 kilomètres de Nantua, 5 kilomètres d'Izernore.

### Voies de communication et transports

#### Voies routières
Le village se trouve à environ 4 kilomètres de l'entrée "La Croix Châlon" de l'autoroute A 404. Celle-ci rejoint l'autoroute A 40 en 6 kilomètres.
Mornay est située le long de la route départementale 979 en direction de Bourg-en-Bresse en passant par le col de Berthiand. De l'autre côté, elle rejoint Montréal-la-Cluse (la Cluse), et se trouve prolongée par la route départementale 1084 en direction de Bellegarde-sur-Valserine, en passant par Nantua. Le passage du col de Berthiand interdit l'accès aux poids-lourds, et limite donc le passage des camions dans la commune.
Le hameau de Nurieux est également traversé par la route départementale 11 entre Cerdon et Matafelon-Granges.

#### Transport ferroviaire
La ligne du Haut-Bugey a été rénovée en vue du passage du TGV le long de la ligne Paris - Genève, mais également pour la desserte des TER. Il ne s'agit pas d'une ligne à grande vitesse, c'est-à-dire que les trains circulent à des vitesses d'environ 80 à 120 km/h.

Nurieux a été choisi pour accueillir une halte. Les travaux ont débuté par la démolition, en 2007, des quais, et des voies existantes. Par la suite, la construction d'un tunnel sous les voies et de deux ascenseurs permettant l'accès aux quais a eu lieu. L'ancienne gare vieille de plus de cent ans a été abattue en octobre 2008 pour permettre la construction d'un bâtiment plus moderne et plus proche des nouveaux quais.

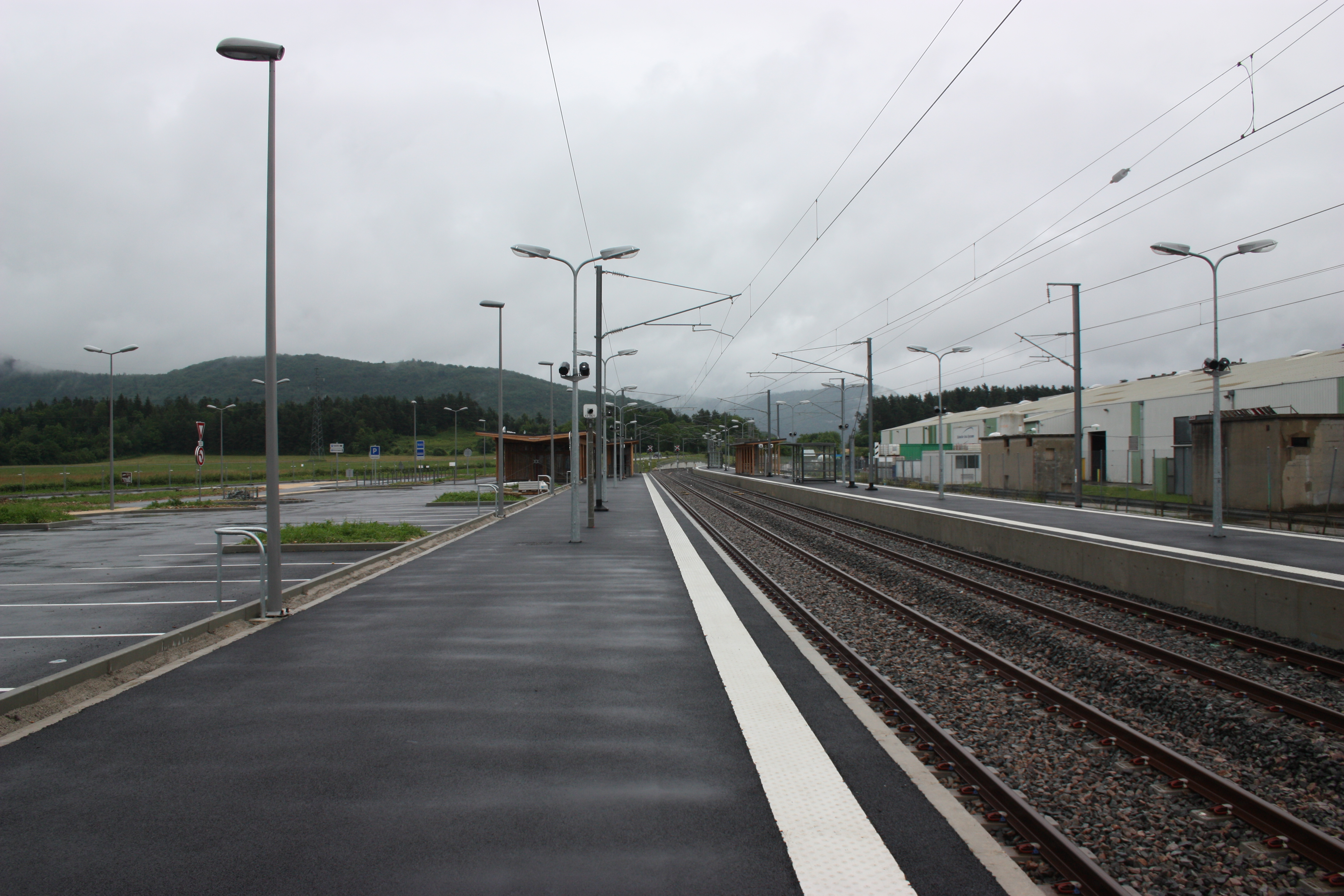
La gare côté voies en 2010
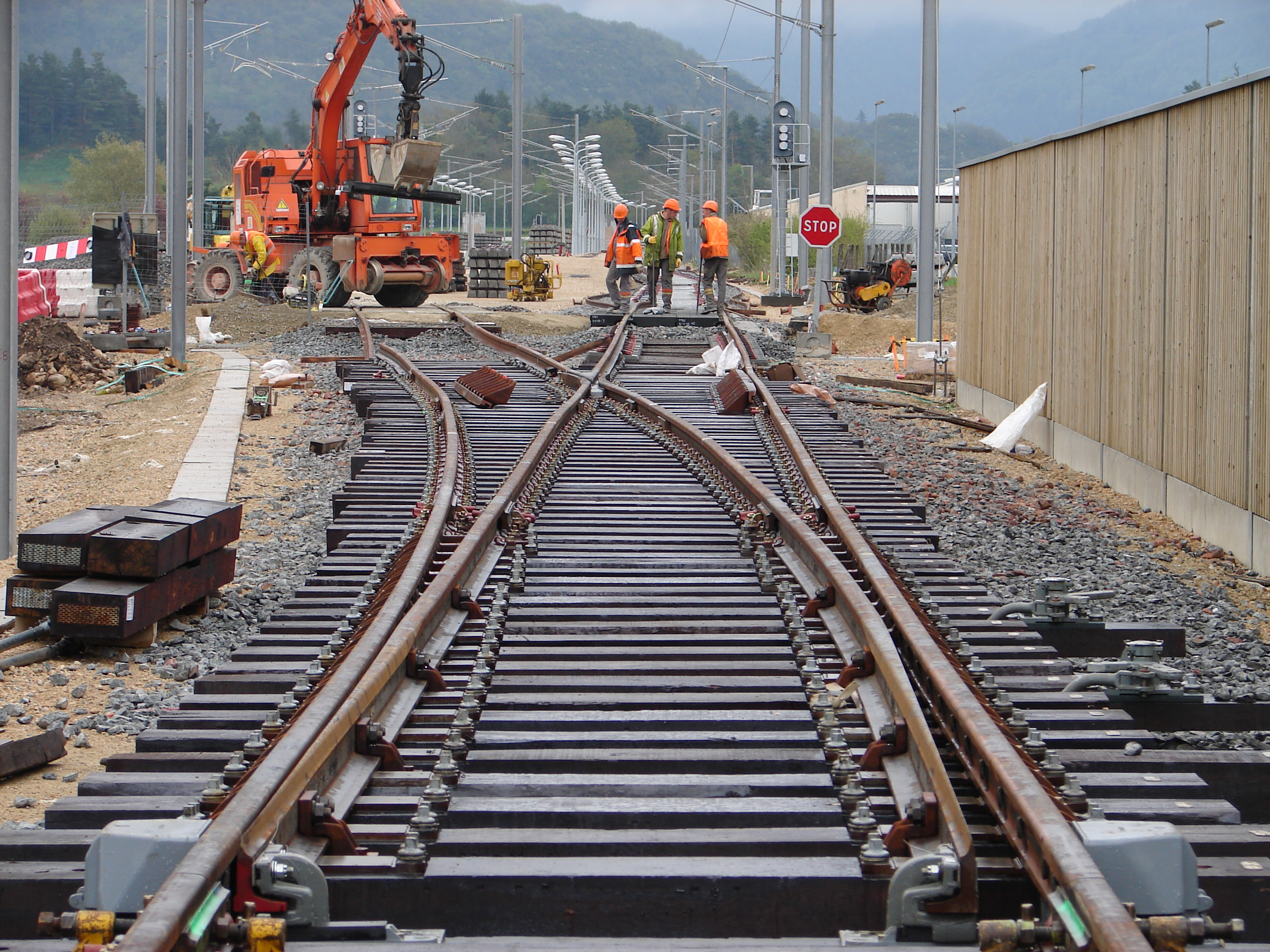
L'entrée en gare depuis Bourg
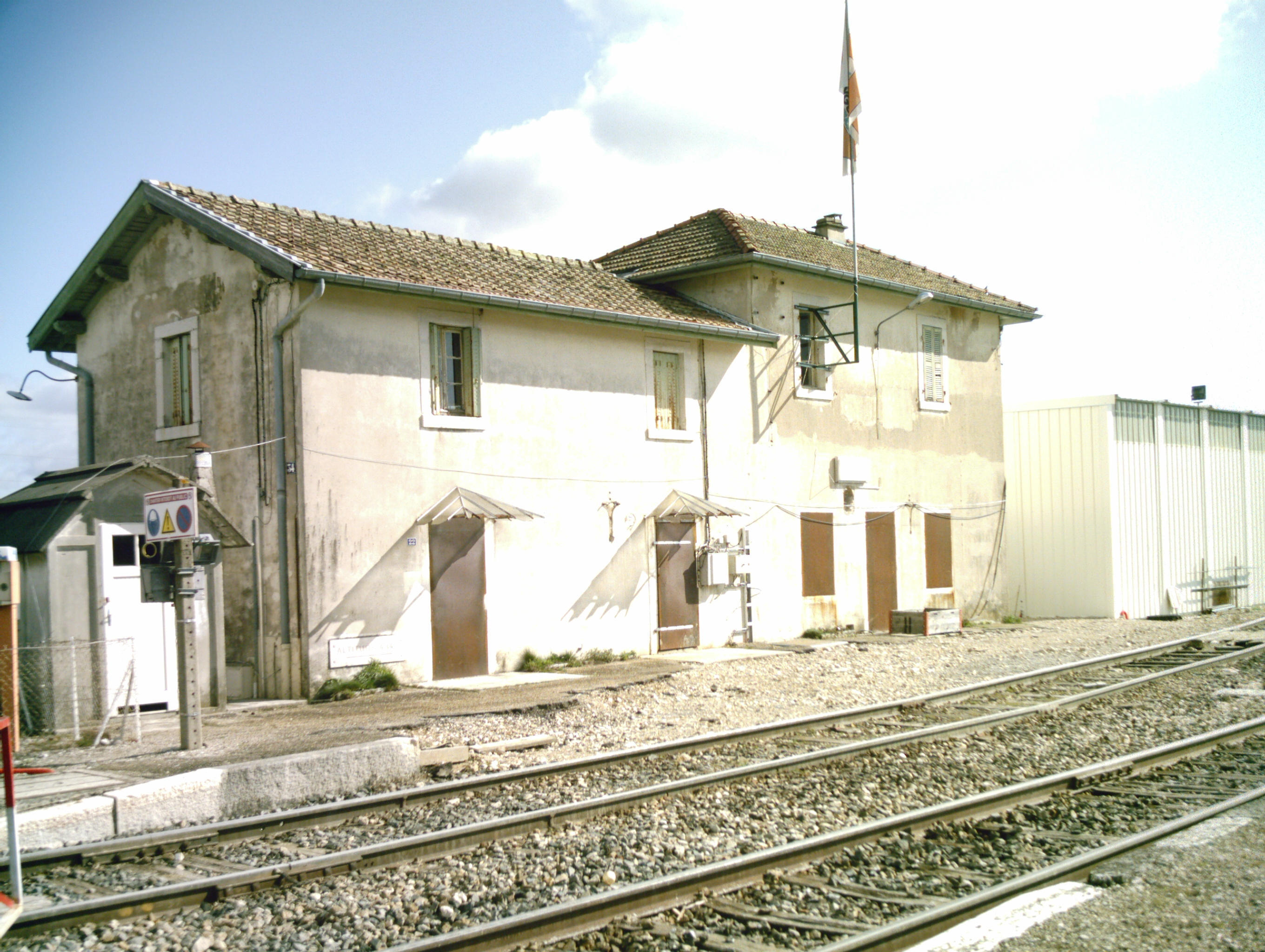
L'ancienne gare de Nurieux-Volognat
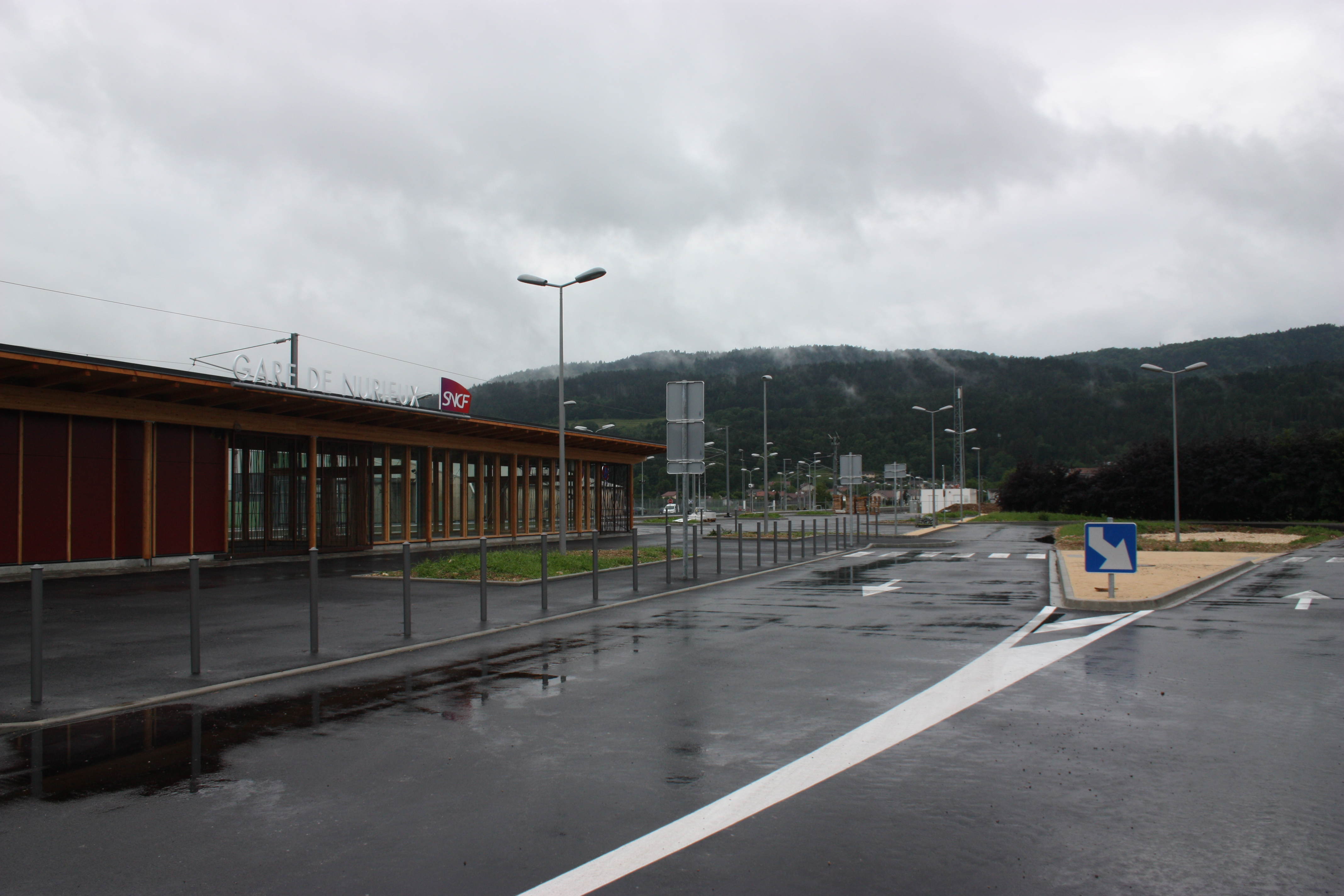
La nouvelle gare de Nurieux

La halte est composée de trois voies et de deux quais. La quai central est long de 400 mètres et réservé au TGV, le latéral est utilisé pour les TER et sera long de 200 mètres. La voie opposée à la gare, est la voie dite directe. Elle sera empruntée à partir du 12 décembre 2010 par les TGV ne s'arrêtant pas à Nurieux-Volognat.
Ces travaux sont également l'occasion d'un aménagement du réseau routier à l'entrée de la commune, avec notamment la construction d'un carrefour giratoire sur la route départementale 979, permettant un accès direct au parking de la gare, et desservant également la future zone industrielle.
Les prévisions SNCF du début de l'année 2009 offre deux arrêts TGV par jour. Ceci pour permettre aux habitants du secteur de pouvoir effectuer une journée complète à Paris, avec un départ tôt le matin à 6 h 45 en semaine et 8 h 30 les samedi et dimanche. Un arrêt dans le sens des retours est fixé à 20 h 30.

## Toponymie

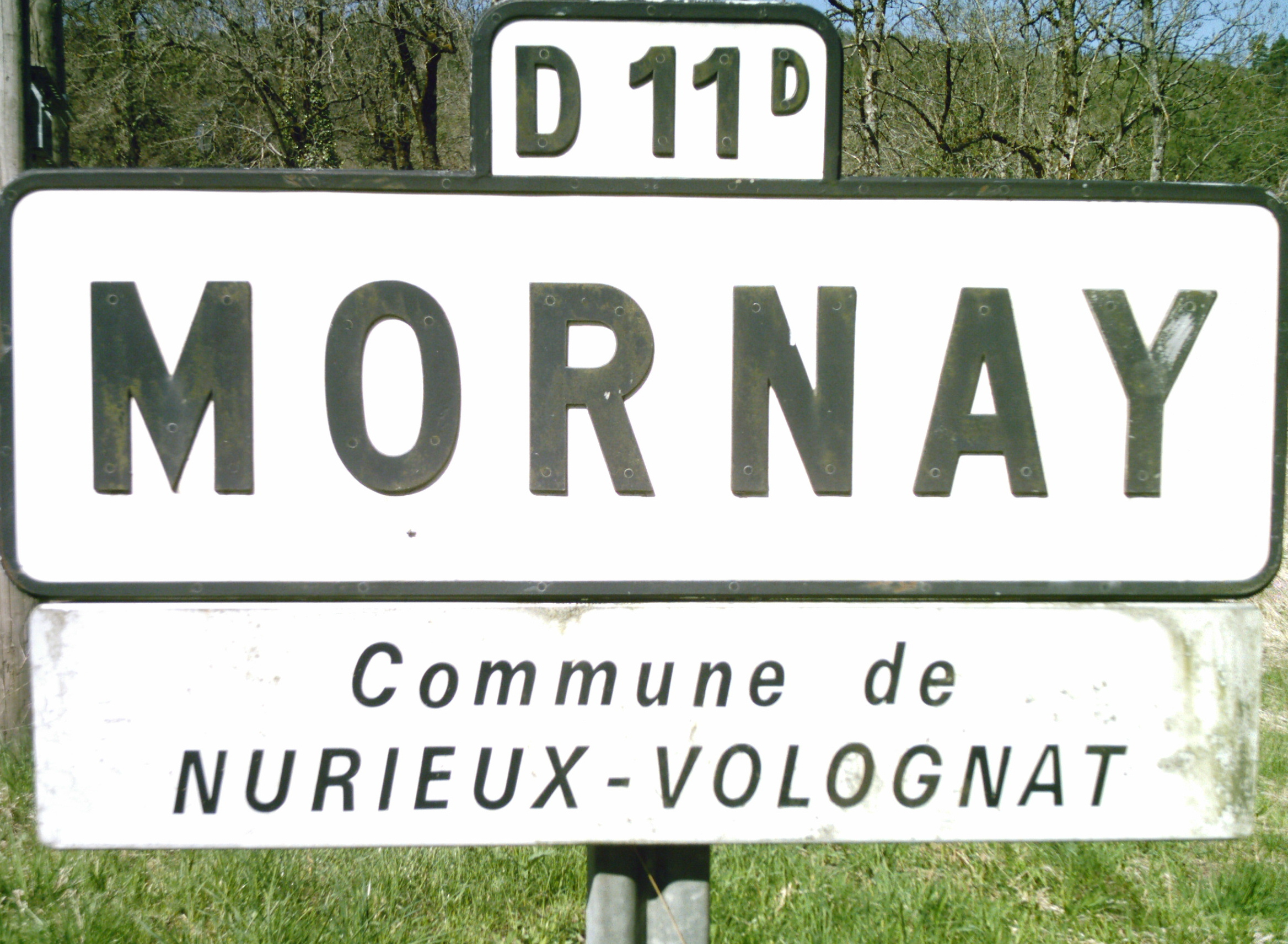
Panneau d'entrée de Mornay

Le nom de la commune de Mornay n'a cessé de changer au cours des siècles, tout comme le nom de ses hameaux. En voici la liste :
| Mornay | Mornay   |  | Nurieux       | Nurieux |  | Crépiat       | Crépiat   |  | Vers | Vers                     |
| ------ | -------- |  | ------------- | ------- |  | ------------- | --------- |  | ---- | ------------------------ |
| Date   | Nom      |  | Date          | Nom     |  | Date          | Nom       |  | Date | Nom                      |
| 1164   | Moornaco |  | 1299          | Niruel  |  | 1394          | Crépia    |  | 1299 | Apud Vert                |
| 1176   | Mornacus |  | 1337          | Neyruel |  | 1483          | Crepiacus |  | 1510 | Vert parrochie de Mornay |
| 1250   | Mornais  |  | 1650          | Nuyriel |  | 1503          | Crépiaz   |  | 1650 | Vers                     |
| 1306   | Mornay   |  | XVIIIe siècle | Nurieu  |  | XVIIIe siècle | Crépiat   |  |      |                          |

## Histoire

### Du Moyen Âge à la fin du XIXesiècle
Le territoire de Mornay était déjà occupé à l'âge du bronze. La voie romaine Lyon-Besançon le traverse et des cimetières des époques burgondes et mérovingiennes ont été mis au jour au XIXe siècle.
Au Moyen Âge, la seigneurie de Mornay passa des mains de la famille de Mornay à celles des Chalant, Verjon, Moyria pour être vendue en 1770 au baron d'Heyriat, Jean-Pierre-Emmanuel Laguette. À la Révolution, Mornay devient chef-lieu de canton mais est remplacé en 1827 par Izernore.
Aux XIXe et XXe siècles, le hameau de Nurieux connaît un grand essor économique et démographique avec la construction en 1875 de la ligne de chemin de fer Bourg-La Cluse et l'apparition de la gare à Nurieux. Le percement du tunnel sous la montagne du Berthiand nécessita beaucoup de main d'œuvre ouvrière et de mineurs.

### Du début du XXesiècle à nos jours
Vers 1890, Emmanuel Reffay, un meunier jurassien, fit construire une minoterie à proximité de l'Oignin. Celle-ci était pourvue d'un moulin à eau relié à une centrale électrique nécessaire pour lui fournir l'énergie. Mais la production en électricité étant excédentaire, elle permit d'alimenter, vers 1902, le village de Nurieux et le hameau d'Izernore.
Le barrage d’Intriat a été construit à partir de 1913, à l’initiative de la famille Montange, fondatrice de la société « Forces de l’Oignin », assurant l'électrification de tout le canton d'Izernore. Le barrage alimente l’usine des Trablettes, 1 km en aval, par une conduite en ciment qui fait passerelle sur l’Oignin.
Cette société fut nationalisée en 1946, et l'usine fut vendue en 1958 à la société « Stamp », qui deviendra une importante usine de transformation de matières plastiques. Henry Massonnet est le fondateur de cette société, il achète une première partie des bâtiments le 7 octobre 1958, et la seconde (à l'ouest de la RD 11) le 19 décembre 1962. L'entreprise s'est spécialisée dans la fabrication de grands bacs, ayant une capacité de 1 500 litres, puis dans des objets plus petits destinés à un public plus large tels que des casiers à bouteilles ou des glacières de camping.
La plus célèbre invention d'Henry Massonnet reste toutefois le tabouret « Tam Tam ». Il a été conçu, en 1967, à la demande de sa clientèle qui souhaitait un « petit tabouret qui pourrait servir aussi aux pêcheurs ». D'une forme « paraboloïde hyperbolique », à ses débuts, il était peu apprécié, jusqu'à la parution d'un reportage sur la propriété de Brigitte Bardot, « La Madrague », à Saint Tropez. On y voyait un de ces tabourets au milieu du salon. Ceci permit d'augmenter les ventes, et la société produisait entre 500 000 et 600 000 pièces par an. Aujourd'hui, il inspire nombre de designers qui le décline sous une infinité de couleurs et de motifs.
Lors de la fusion avec Volognat, le 1er mars 1973, c'est le nom de Nurieux, le hameau le plus peuplé, qui est conservé au détriment de Mornay et au grand dam des habitants de l'ancien chef-lieu.

## Politique et administration

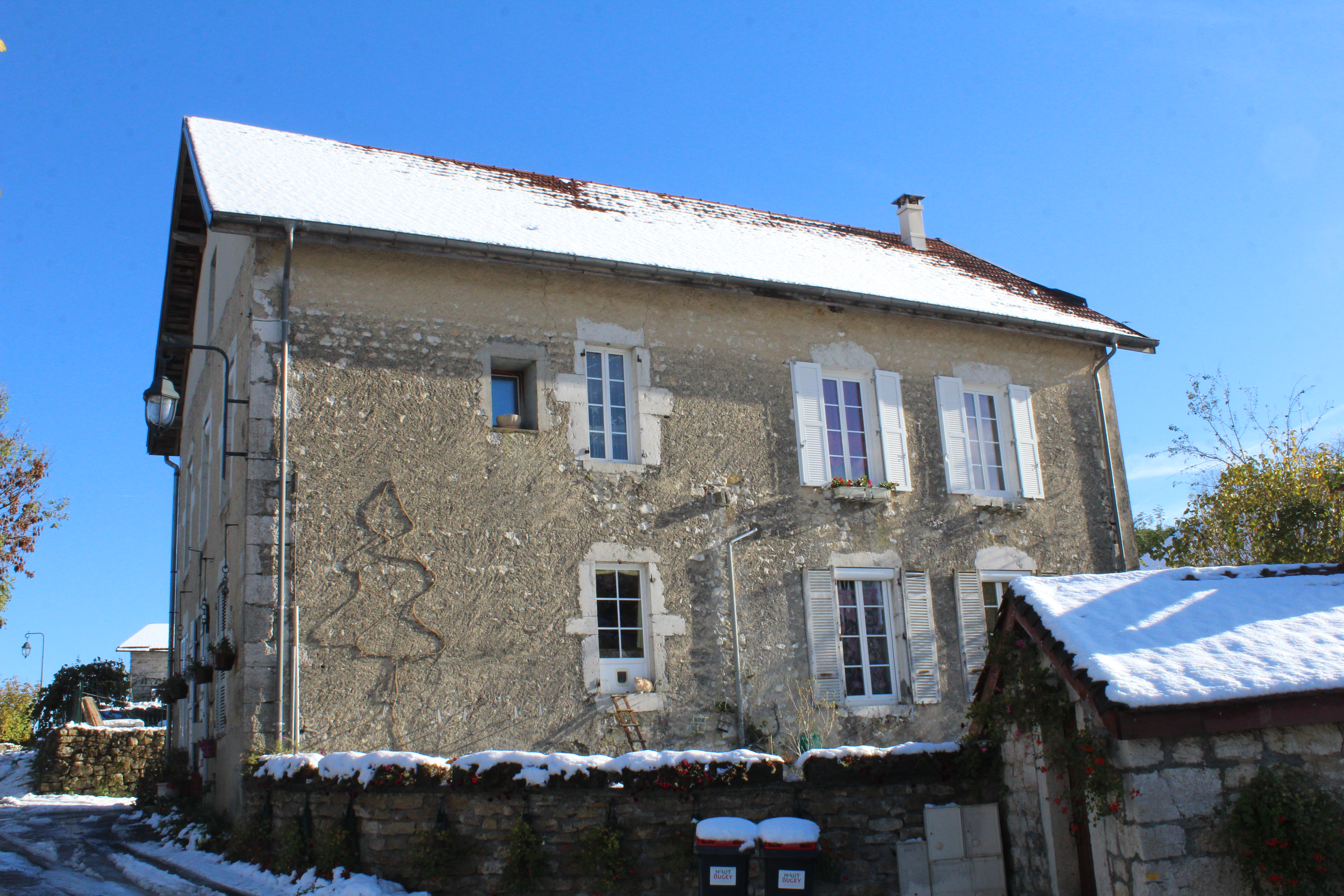
Ancienne mairie.

## Population et société

### Démographie
| 1793 | 1800 | 1806 | 1821 | 1831 | 1836 | 1841 | 1846 | 1851 |
| ---- | ---- | ---- | ---- | ---- | ---- | ---- | ---- | ---- |
| 458  | 405  | 533  | 698  | 463  | 500  | 470  | 512  | 484  |

| 1856 | 1861 | 1866 | 1872 | 1876 | 1881 | 1886 | 1891 | 1896 |
| ---- | ---- | ---- | ---- | ---- | ---- | ---- | ---- | ---- |
| 453  | 422  | 406  | 410  | 360  | 332  | 321  | 335  | 336  |

| 1901 | 1906 | 1911 | 1921 | 1926 | 1931 | 1936 | 1946 | 1954 |
| ---- | ---- | ---- | ---- | ---- | ---- | ---- | ---- | ---- |
| 317  | 281  | 303  | 271  | 304  | 282  | 269  | 264  | 290  |

| 1962 | 1968 | - | - | - | - | - | - | - |
| ---- | ---- | - | - | - | - | - | - | - |
| 297  | 340  | - | - | - | - | - | - | - |

## Culture locale et patrimoine

### Lieux et monuments
La chapelle de Mornay datant du XIe siècle, classée monument historique depuis 1982. Cet édifice couvert est idéalement situé sur un belvédère. On y accède par un chemin en forte pente, celui-ci est bordé d'un mur de pierres sèches puis d'une haie de buis. Le château des seigneurs de Mornay se trouvait à proximité.
Le bâtiment est de style roman. Il est construit en moellons, avec des murs d'environ 1,15 mètre d'épaisseur. Le toit est en lauzes.

À l'intérieur, la nef est une voûte en berceau brisée. Le chœur, d'une dimension de 4,5 × 1,70 mètres, voûté en berceau brisé, est surélevé et légèrement décalé par rapport à la nef.

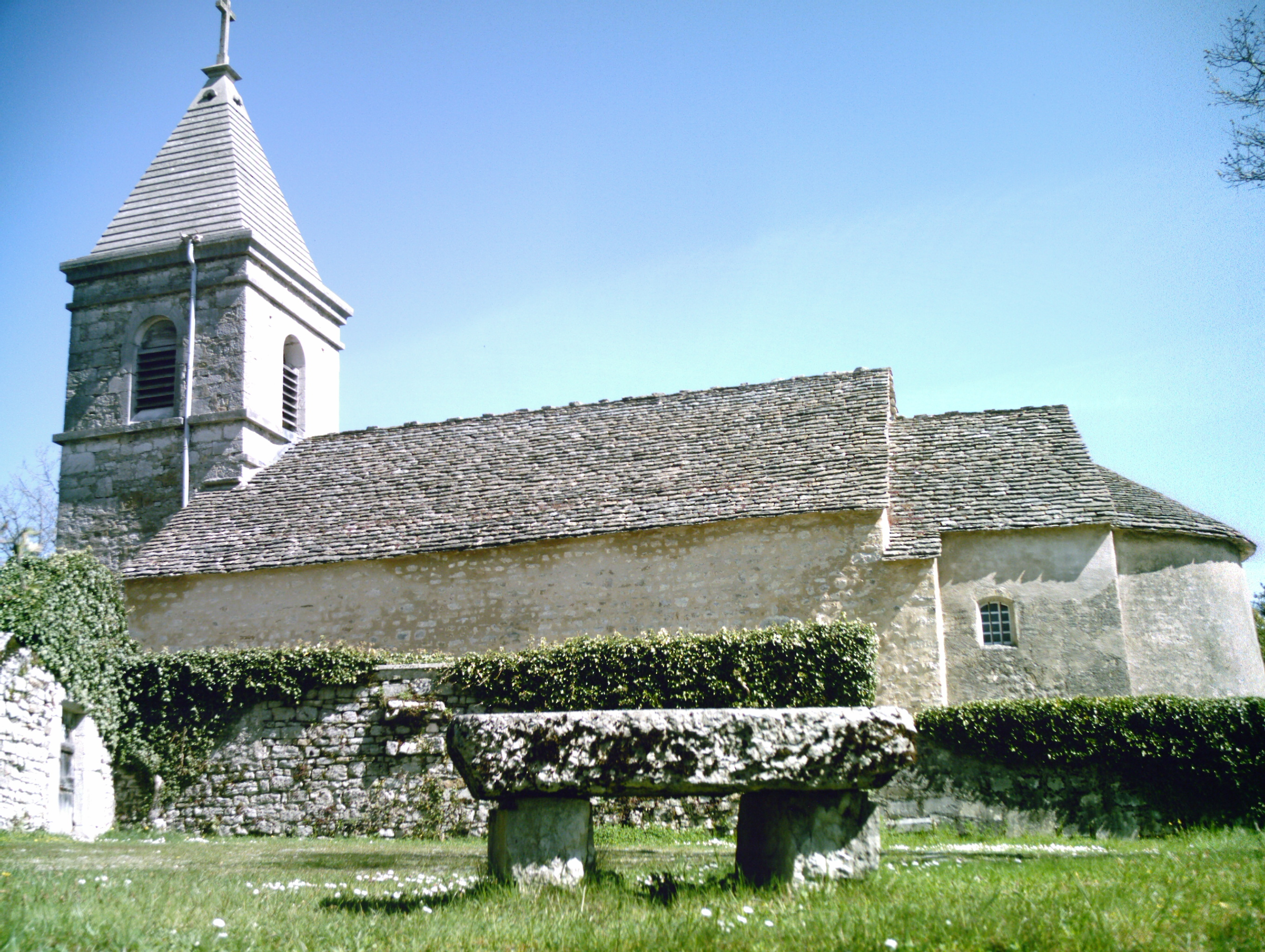
La chapelle de Mornay.
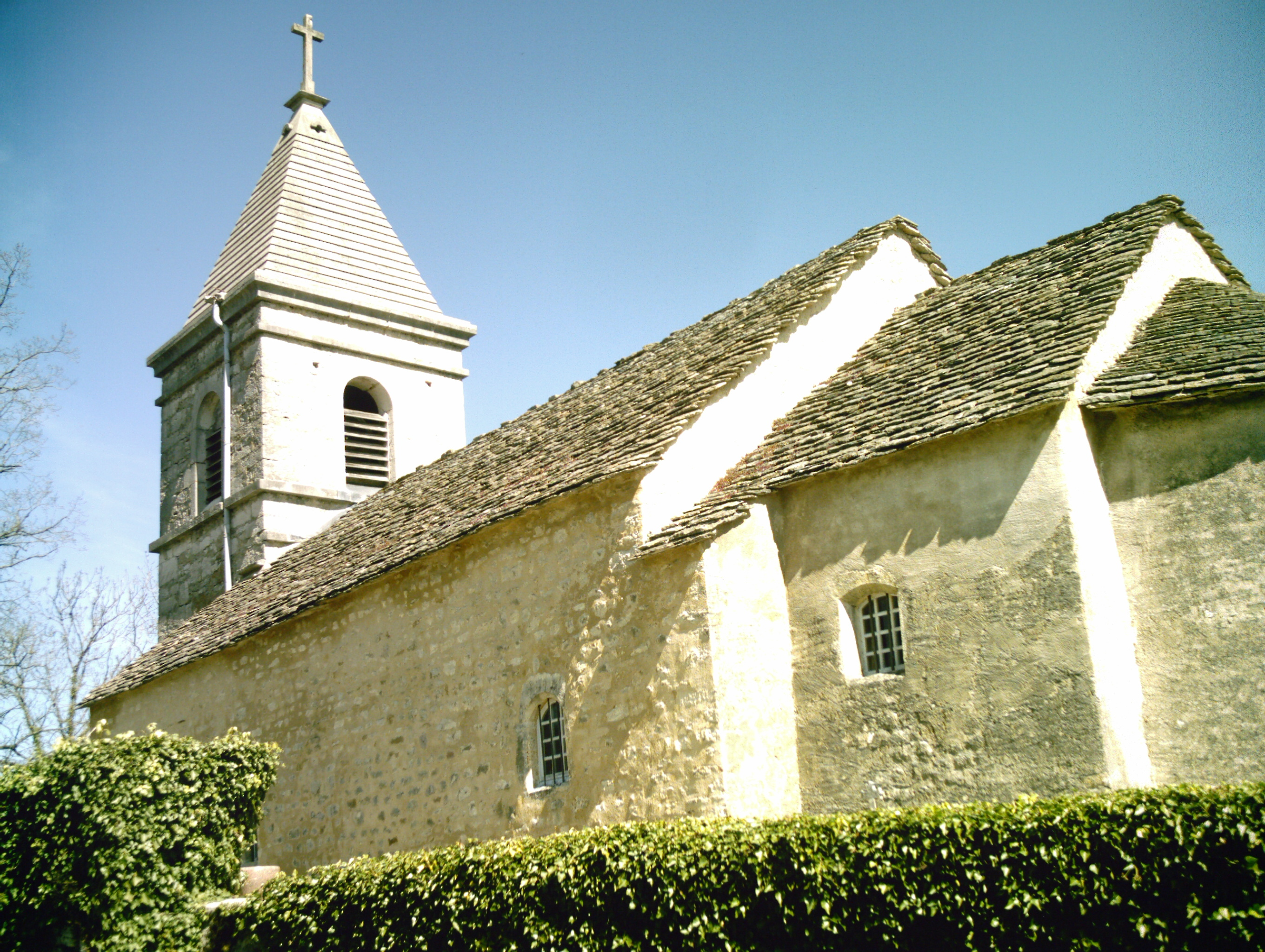
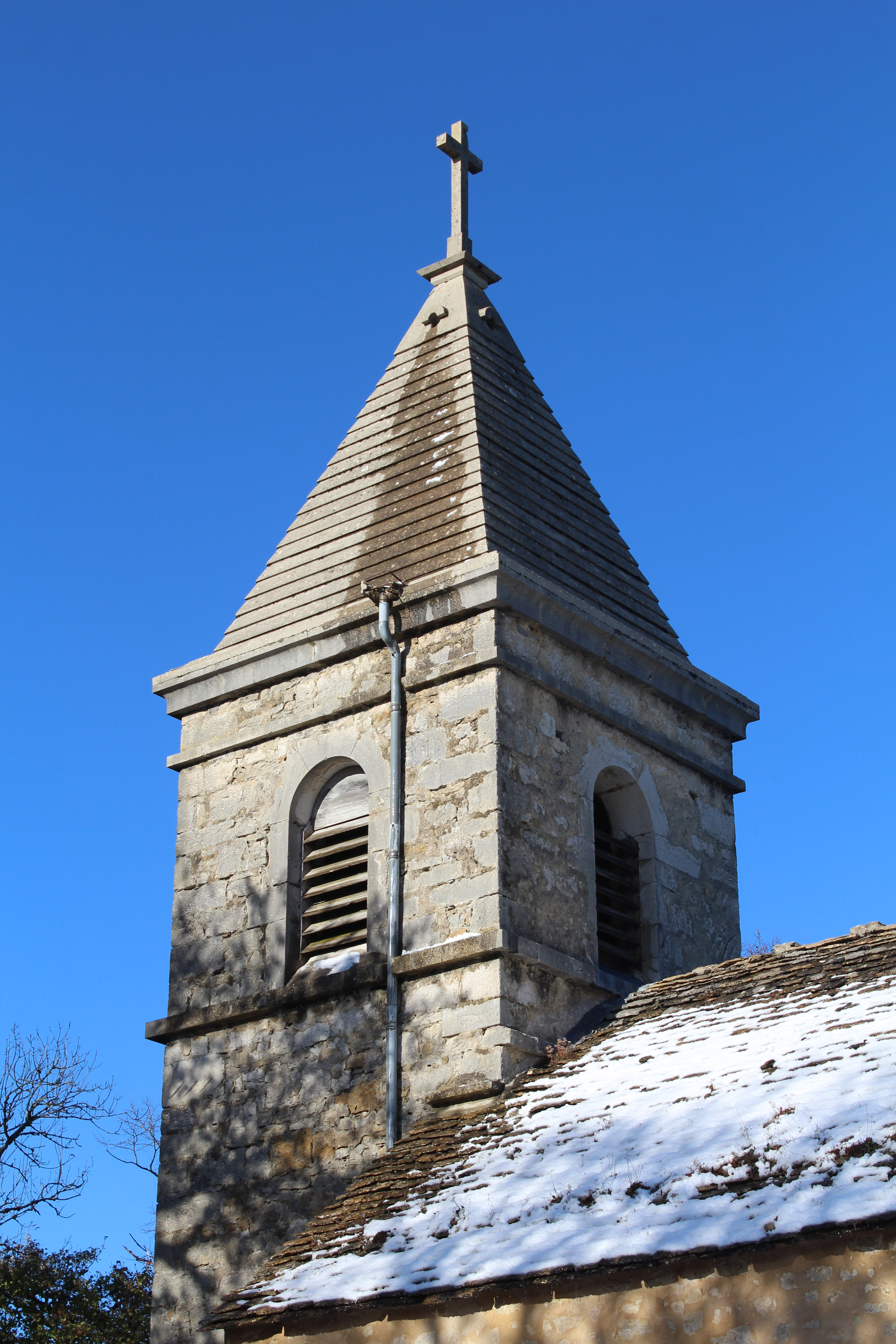

### Personnalités liées à la commune
- François Gonnessiat[18] est né à Nurieux 1856. Il était astronome et a travaillé dans les observatoires de Lyon, de Quito et d'Alger, où il fut directeur. Il est décédé en 1934 à Alger.
- Ferréol Butavand[18] est né à Nurieux en 1876. Il était ingénieur, diplômé de Polytechnique et de l'École nationale des ponts et chaussées. Il a conçu quelques projets dont celui, en 1903, qui devait préservé le quartier Maison Carrée d'Alger des inondations, ou celui de l'extension du Port d'Alger en 1905. Il faisait également des recherches en mathématiques, archéologie et en histoire, il s'intéressa au débat sur Alésia-Izernore. Il est décédé en décembre 1938 à Nice, mais est inhumé dans le cimetière de Mornay.
- Henry Massonnet (1922-2005), créateur du Tam Tam, d'ailleurs produit à Nurieux-Volognat. Il est maire de Mornay, puis de Nurieux-Volognat, ainsi que conseiller général du canton d'Izernore.
- Noël Perrotot, né le 24 décembre 1914 à Mornay, est un militaire et résistant français ayant fait partie des maquis de l'Ain et du Haut-Jura

## Pour approfondir